# 永貞 (唐朝)
永貞（805年八月—806年正月）是唐順宗的年號；永貞元年八月唐憲宗即位時沿用。

## 改元
- 貞元二十一年——八月五日，改元永貞元年。八月九日，唐憲宗繼位。[2][3][4][5]
- 永貞二年——正月二日，改元元和元年。[6][7][8]

## 大事記
- 永貞革新

## 逝世
永貞元年
- 唐順宗

## 紀年
| 永貞 | 元年  | 二年  |
| ---- | ----- | ----- |
| 公元 | 805年 | 806年 |
| 干支 | 乙酉  | 丙戌  |

## 同期存在的其他政权年号
- 中國
  - 正曆（795年－809年）：渤海—渤海康王大嵩璘之年號
  - 上元（784年－808年）：南詔—異牟尋之年號
- 日本
  - 延曆（782年－806年）：平安時代—桓武天皇之年號

## 參看
- 中國年號索引
- 其他使用永貞年號的政權

## 深入閱讀
- 李崇智. . 北京: 中華書局. 2004年12月. ISBN 7101025129.
- 鄧洪波. . 臺北: 國立臺灣大學東亞經典與文化研究計劃. 2005年3月  [2021-12-06]. ISBN 9789860005189. （原始内容 (pdf)存档于2007-08-25）.

| 前一年號： 貞元 | 唐朝年號 805年 | 下一年號： 元和 |